# Марченко, Надежда Яковлевна
Марченко Надежда Яковлевна (род. 1922, Троицкое, Екатеринославская губерния) — украинская советская педагог. Депутат Верховного Совета СССР 4-го созыва.

## Биография
Родилась в 1922 году в селе Троицкое (ныне Пятихатского района Днепропетровской области) в крестьянской семье.
В 1930—1940 годах училась в средней школе Лиховского района Днепропетровской области.
В 1940—1941 годах — студентка языково-литературного факультета Мелитопольского педагогического института Запорожской области.
Во время Великой Отечественной войны была эвакуирована на станцию Котлубань Сталинградской области РСФСР. Работала стрелочницей на железной дороге. В 1942 году переехала в село Мельниково Алтайского края, где работала учительницей русского языка и литературы в местной семилетней школе.
В 1944 году вернулась из эвакуации, работала учительницей украинского языка и литературы в семилетних школах сёл Анновки, Холодиевки, Владимировки и Лиховки Днепропетровской области.
В 1951 году заочно окончила языково-литературный факультет Криворожского педагогического института Днепропетровской области.
С 1951 года — учительница украинского языка и литературы Лиховской средней школы № 1 Лиховского (ныне Пятихатского) района Днепропетровской области. Руководила кружком художественной самодеятельности.